# 道端ジェシカ
道端 ジェシカ（みちばた ジェシカ、Jessica Michibata、1984年10月21日 - ）は、日本の女性ファッションモデルである。本名はジェシカ・セレステ・ゴンサレス・アルマダ (Jessica Celeste González Almada) で、福井県の出身である。2014年まで田辺エージェンシーに所属した。（Poco'ce [ポコチェ]にて「最近独立したこともあって」と発言している）。2006年までフライディに、のちにREVIVEに所属した。元F1ドライバーのジェンソン・バトンは元配偶者、道端カレンは姉、道端アンジェリカは妹。

## 来歴
スペインやイタリアにルーツがあるアルゼンチン人の父と日本人の母に生まれた道端3人姉妹の次女で、姉のカレンと妹のアンジェリカもファッションモデルとして活動している。3姉妹のほかに「ジェシカそっくり」の兄アニバル・タロウ（カメラマン）がいる。物心がつくころから母親に「（姉妹）3人とも将来モデルになりなさい」と躾られた。
5歳の時に、福井県の子供服店のパンフレットで妹のアンジェリカと共にモデルを務める。姉のカレンが所属するモデルエージェンシーに誘われ、1997年に13歳でモデルデビューし、家族で上京する。中学2年生まで福井県内の学校に通った。デビュー以来多くのファッション雑誌に出演し、専属モデルを務める雑誌『ピーチジョン』で「道端ジェシカが出演したことのない女性ファッション雑誌はないのでは?」とコメントされる。
2007年に「サマンサタバサ」でプロモーションモデル兼デザイナーを務め、バッグ「サマンサベガ by ジェシカ」やジュエリー「サマンサシルヴァ by ジェシカ」をデザインして販売する。
2010年春夏パリ・オートクチュール・コレクションで桂由美のウエディングドレスのモデルに起用され、パリコレにデビューする。
2011年8月に、タグホイヤーでワールド・ワイドブランドミューズに指名される。
2011年秋季に、ナイキグローバルキャンペーンに参加する。
2013年1月にハワイ州観光局ビューティー大使として、ハワイでファッションショーやトークショーなどに出演する。
2014年9月に、ウェディングドレスをデザインして「Grace by Jessica」を発表する。
2014年に『シャンティ デイズ 365日、幸せな呼吸』で映画に初出演して主演する。
2015年1月にナチュラル・オーガニックコスメブランドMiMC（エムアイエムシー）の2015年春夏コレクションで、新ミューズとして起用される。

## 人物
趣味と特技は映画鑑賞、ヨガ、写真撮影、語学、読書はインタビューで集中すると1週間に10冊読破することもあり、作家は桐野夏生、東野圭吾、花村萬月、ジャンルはハードボイルド、自伝、スピリチュアル系をそれぞれ好む、と自著「幸せのある場所」で記す。
猫を愛好してペルシャ猫の「ビアンカ（ビアンちゃん）」を飼育した。現在は母親が猫の「kiki」猫を飼育しており、道端のブログに度々登場する。犬のmochiも道端のインスタグラムに度々登場し、犬専用のインスタグラムアカウントがある。
右首に生命体を表す五角形のシンプルな星のタトゥーを小さく入れている。
2017年7月13日に妊娠を、10月25日に出産をそれぞれインスタグラムで公表した。

### ジェンソン・バトン
イギリス人F1ワールドチャンピオンのジェンソン・バトンと交際し、2009年10月24日発売の『GQ JAPAN』の表紙に2人揃って登場して同時インタビューを受けた。2008年2月に共通の友人を介して日本で出会い、その後、バトンが招待した2008年の日本GPで再会する。2008年の年末を一緒にハワイで過ごし、付き合うようになったとバトンは語る。2010年5月28日にイギリスの大衆紙『ザ・サン』などが2人の破局を報じた。その後、7月11日にロンドンの日本食レストラン「Roka」で2人の会食が目撃された。当日はバトンの母国イギリスGPが終了後で、レース終了後のインタビューなどから2人が復縁しているとも推測される2010年7月29日のハンガリーGPで、バトンはジェシカとパドックに手をつないで現れて「彼女は笑顔にさせてくれる」などと語った。
バトンと交際を始めてから、ジェシカがパドックから観戦する光景が度々F1の国際映像に映された。ジェシカが観戦するレースのほとんどでバトンは優勝して2009年のワールドチャンピオンを獲得し、スポーツ紙やファッション誌も道端を「勝利の女神」と評した。2010年5月28日の破局報道以来バトンは優勝から遠ざかっていたが、2011年6月12日のカナダGPは、最終ラップで大逆転して勝利した。2011年10月9日の日本GPは、妹のアンジェリカと共にサーキットを訪れ、バトンは日本GPで初優勝した。バトンの父ジョン・バトンとも親しい。2014年2月のF1バーレーンテストに同行し、バトンが所属するマクラーレンは、Twitterで二人の婚約を公表した。2014年12月29日に結婚 するも一年で離婚する。

### マラソン・トライアスロン
2010年6月頃からトライアスロン競技に挑戦すると公言し、その後もトレーニングを重ねる姿をブログ内で度々公開している。バトンもトライアスロンを続けるアスリートとして過去に何度も国外のトライアスロン大会で応援し、バトンの影響でトライアスロンを始めたと公言している。
2010年12月19日、オーストラリア西オーストラリア州ロッキングハムで開催されたトライアスロン大会に、バトンと共に初出場する。ジェシカはスイム750m、バイク20km、ラン5kmのスプリント・ディスタンスクラスの種目に挑戦し、自身が目標としていた1時間40分よりも早い1時間26分で完走した。体質は筋肉質となり「バレリーナのように細く、引き締まった筋肉にしたい」と発言した。
2012年3月11日に名古屋で開催された名古屋ウィメンズマラソンに、オフィシャルサポートランナーとして出場してフルマラソン初挑戦を4時間36分で完走した。
2015年4月26日にロンドンで開催されたロンドンマラソンに夫のジェンソンと出場し、2回目のフルマラソンを4時間15分で完走した。

### ボランティア
ボランティアは、母の勧めとその想いに感銘を抱いて始めた。2011年9月に国連UNHCR協会を通じてネパールのブータン難民キャンプを訪問している。トライアスロン初出場となったロッキングハムの大会は国連主催の難民チャリティで、恋人と趣味を共感するとともに寄付金を集める目的もあった。2011年に東日本大震災直後の15日に、震災復興の救済義援金活動として「TEAM JESSICA」を立ち上げた。
2015年1月28日に、ボランティア活動を評価されて「第6回若者力大賞」を受賞した。

## 出演

### 雑誌
- 『Olive』
- 『装苑』
- 『SEDA』
- 『SWITCH』
- 『peewee』
- 『CUTiE』
- 『spring』
- 『ollie girls』
- 『sweet』
- 『S Cawaii!』
- 『ViVi』
- 『GLAMOROUS』
- 『ELLE JAPON』
- 『FRaU』
- 『25ans』
- 『CLASSY.』
- 『Numero』
- 『ar』
- 『anan』
- 『MAQUIA』
- 『VoCE』
- 『美的』
- 『ターザン』
- 『ヨガジャーナル 日本版』
- 『FYTTE』
- 『GQ JAPAN』
- 『週刊現代』
- 『honeyee.mag』
- 『GLITTER』
- 『週刊文春』
- 『otona MUSE』
- 『L’OFFICIEL JAPAN』
- 『瑞麗 伊人風尚』（中国誌）
- 『瑞麗 時尚先鋒』（中国誌）
- 『with』（韓国誌）
- 『es magazine』（イギリス誌）
- 『GRAZIA』（イギリス誌）
- 『Esquire UK』（イギリス誌）

他

### 連載
- 『Tarzan』「JESSICA's Sports Pin-up!!」（マガジンハウス）
- 『VoCE』「Sense of Beauty ～Jessica's Note～」（講談社）
- 『Star People』「道端ジェシカのスピリチュアル体験記」（2013年summerNo.45～、ナチュラルスピリット）

他

### CM
- 「evian」（2007年）
- 「UNIQLO」（2007年）共／ユースケ・サンタマリア、佐田真由美、長谷川潤、岩堀せり
- 「BIOTHERM」ロレアル
- 「エリス」大王製紙  (2007年)
- 「LUX」
- 「NEC」SoftBank携帯 821N GLA
- 「ピーチ・ジョン」
- 「センターイン」ユニチャーム
- 「ピュレグミ」カンロ（2010年）共／椎名ひかり[38]
- 「アクエリアスビタミンガード」コカコーラ（2010年）
- 「サマンサタバサ」（2010年） 共／山本美月、ローラ、蛯原友里、板野友美、土屋巴瑞季[39]
- 「ジレット ヴィーナス」P&G（2011年）[40]
- 「スズキ・ワゴンRスティングレー」スズキ（2012年）共／冨永愛、山田優
- 「ハーバルエッセンス」P&G（2012年）共／マツコ・デラックス
- 「ビタメルト」大塚製薬（2013年）
- 「AZUL by moussy」バロックジャパンリミテッド（2014年）[41]
- 「Lactacyd(ラクタシード)」サノフィ(2014年)
- 「映画『フィフティ・シェイズ・オブ・グレイ』 TVスポット｣」フィフティ・シェイズ・オブ・グレイ(2015年)[42]
- 「ゲロルシュタイナー」ポッカサッポロフード＆ビバレッジ株式会社(2015年)[43]
- 「SHOPLIST」ショップリストクルーズ（2015年）[44]
- 「ランドリン」パネス(2015年)[45][46]
- 「ジニエブラ」テレビショッピング研究所（2017年 - ）[47]
- 「ザ・コラーゲン」資生堂（2017年 - ）[48]共／野沢和香

他

### ランウェイ
- パリ・オートクチュール・コレクション
- 東京コレクション
- 東京ガールズコレクション
- 神戸コレクション
- ホノルル・ファッション・ウィーク

他

### テレビ
- めざましテレビ「早耳トレンドNo.1」（フジテレビ系）
- 笑っていいとも!水曜日「いいともヒアリングテスト Listen to me?」（フジテレビ系）
- はねるのトびら 「オシャレ魔女 アブandチェンジ」（フジテレビ系）
- アパッチナイトフジ （フジテレビ系）
- シネマ☆スタイル（TBS系）
- easy sports[49]（テレビ朝日系）
- TOKYO REAL GIRL〜トップモデルの素顔〜「道端ジェシカ」（2009年9月23日、NHK BS2）
- 東京ウォーキングマップ（TBS系）
- another sky（日本テレビ系）
- デジタルスタジアム（NHK）
- 秘密のケンミンSHOW（読売テレビ制作・日本テレビ系）
- 徹子の部屋（テレビ朝日系）
- BeauTV〜VoCE（2011年4月-2014年3月、テレビ朝日系、BS朝日）司会
- 旅RUN in トルコ（2011年9月19日、TBS系）
- PON!（日本テレビ系）
- 王様のブランチ（TBS系）
- しゃべくり007（日本テレビ系）
- さんまのまんま（2014年1月、フジテレビ系）
- ボクらの時代（フジテレビ系）
- バイキング（フジテレビ系））
- ヒルナンデス!（日本テレビ系）
- 今夜くらべてみました（2015年10月、日本テレビ系）

他

### ラジオ
- ANAWORLD AIR CURRENT（J-WAVE）
- 東京ガスPRESENTS 押切もえのTOKYO DISCOVERY（文化放送）

他

### 映画
- シャンティ デイズ 365日、幸せな呼吸（2014年10月25日）主演・KUMI 役 共／門脇麦W主演[15]

　　DVD（2015年3月18日）

### PV
- SOUL'd OUT 「イルカ」
- TERIYAKI BOYZ 「ZOCK ON! feat.Pharrell and Busta Rhymes」

### 写真展
- ベッティナ・ランス写真展 MADE　IN　PARADISE 女神たちの楽園[50]

他

## 作品

### 単行本
- JESSICA'S SECRET：道端ジェシカの秘密、教えます（2010年4月8日、講談社）ISBN 978-4-06-216228-9
- 幸せのある場所 (Happiness Within)（2010年12月、小学館）ISBN 978-4-09-388152-4
- ジェシカの言葉　心の奥のもっと奥（2012年11月26日、ポプラ社）ISBN 978-459113150-3
- Jessica's Private Hawaii：道端ジェシカの超私的ハワイガイド（2013年8月10日、宝島社）ISBN 978-4-8002-1470-6
- 道端3姉妹スタイル ALL ABOUT MICHIBATA SISTERS（2014年1月31日、講談社）ISBN 978-406218785-5
- オール私服の決定版！ジェシカ・スタイル（2014年4月24日、マガジンハウス）ISBN 978-483872664-6
- あたらしい私のはじめかた You Can Heal Your Life COMPANION BOOK 　ルイーズ・ヘイ (著), 道端ジェシカ (翻訳)

（2015年6月20日、フォレスト出版）ISBN 978-4894516687

### 写真集
- 月刊道端ジェシカ（2005年9月14日、新潮社、撮影：MOTOKO）ISBN 4107901505
- 道端ジェシカファースト写真集（2008年11月26日、ground、撮影：沢渡朔）ISBN 978-4-930774-13-2

### DVD
- JESSICA BODY DESIGN（2011年3月2日、ユニバーサルミュージック）
- JESSICA YOGA IN HAWAI'I（2014年10月15日、ポニーキャニオン、エネット）